# Ciclismo ai Giochi della XXXII Olimpiade - Inseguimento a squadre maschile
Le gare di inseguimento a squadre maschile dei Giochi della XXXII Olimpiade si sono disputati il 2, 3 e 4 agosto 2021 al velodromo di Izu. 
La competizione ha visto la partecipazione di otto squadre composte da quattro atleti ciascuna.

## Programma
| Data          | Ora (UTC+9) | Turno          |
| ------------- | ----------- | -------------- |
| 2 agosto 2021 | 17:02       | Qualificazioni |
| 3 agosto 2021 | 16:22       | Semifinali     |
| 4 agosto 2021 | 17:45       | Finale         |

## Record
Prima della competizione il record del mondo e il record olimpico erano i seguenti:
| Record mondiale | 3'44"672 | Danimarca     | 27 febbraio 2020 Berlino, Germania     |
| Record olimpico | 3'50"265 | Gran Bretagna | 12 agosto 2016 Rio de Janeiro, Brasile |

## Regolamento
Nell'inseguimento a squadre, due team si sfidano su 16 giri (4 km) partendo da due punti diametralmente opposti sui due rettilinei della pista. Vince chi per primo raggiunge l'avversario o chi copre la distanza nel minor tempo. Il tempo si prende sul terzo ciclista all'arrivo.
La competizione si svolge in tre turni:
- Qualificazioni: Nelle qualificazioni le squadre scendono in pista una a una per stabilire, analogamente ad una comune gara a cronometro, il loro tempo di qualifica.
- Semifinale: Gli autori dei quattro migliori tempi in assoluto affrontano le prove ad eliminazione diretta: vengono cioè accoppiati per le semifinali; le vincitrici si sfideranno per la medaglia d'oro.
- Finale:  4 turni di 2 squadre. Ci saranno la finale per 1º-2º posto, la finale per il 3º-4º posto; quella per il 5º-6º posto e quella per il 7º-8º posto.

## Risultati

### Qualificazioni
| Pos. | Paese         | Ciclisti                                                          | Tempo    | Note            |
| ---- | ------------- | ----------------------------------------------------------------- | -------- | --------------- |
| 1    | Danimarca     | Lasse Norman Hansen Niklas Larsen Frederik Madsen Rasmus Pedersen | 3'45"014 | Record olimpico |
| 2    | Italia        | Simone Consonni Filippo Ganna Francesco Lamon Jonathan Milan      | 3'45"895 |                 |
| 3    | Nuova Zelanda | Aaron Gate Regan Gough Jordan Kerby Campbell Stewart              | 3'46"079 |                 |
| 4    | Gran Bretagna | Ed Clancy Ethan Hayter Ethan Vernon Oliver Wood                   | 3'47"507 |                 |
| 5    | Australia     | Leigh Howard Kelland O'Brien Alexander Porter Sam Welsford        | 3'48"448 | [ 3 ]           |
| 6    | Canada        | Vincent De Haître Michael Foley Derek Gee Jay Lamoureux           | 3'50"455 |                 |
| 7    | Germania      | Felix Groß Theo Reinhardt Leon Rohde Domenic Weinstein            | 3'50"830 |                 |
| 8    | Svizzera      | Stefan Bissegger Robin Froidevaux Mauro Schmid Cyrille Thièry     | 3'51"514 |                 |

### Semifinali
| Pos. | Manche | Paese         | Ciclisti                                                          | Tempo    | Note |
| ---- | ------ | ------------- | ----------------------------------------------------------------- | -------- | ---- |
| 1    | 3      | Italia        | Simone Consonni Filippo Ganna Francesco Lamon Jonathan Milan      | 3'42"307 | Q1   |
| 2    | 4      | Danimarca     | Lasse Norman Hansen Niklas Larsen Frederik Madsen Rasmus Pedersen |          | Q1   |
| 3    | 3      | Nuova Zelanda | Aaron Gate Regan Gough Jordan Kerby Campbell Stewart              | 3'42"397 | Q3   |
| 4    | 2      | Australia     | Leigh Howard Kelland O'Brien Luke Plapp Sam Welsford              | 3'44"902 | Q3   |
| 5    | 1      | Canada        | Vincent De Haître Michael Foley Derek Gee Jay Lamoureux           | 3'46"769 | Q5   |
| 6    | 1      | Germania      | Felix Groß Theo Reinhardt Leon Rohde Domenic Weinstein            | 3'48"861 | Q5   |
| 7    | 2      | Svizzera      | Stefan Bissegger Valère Thiébaud Théry Schir Cyrille Thièry       | 3'49"111 | Q7   |
| 8    | 4      | Gran Bretagna | Ethan Hayter Charlie Tanfield Ethan Vernon Oliver Wood            | 4'28"489 | Q7   |

- Q1 = qualificata per la finale 1º posto
- Q3 = qualificata per la finale 3º posto
- Q5 = qualificata per la finale 5º posto
- Q7 = qualificata per la finale 7º posto

## Finali
Gara per l'oro
| Pos. | Paese     | Ciclisti                                                          | Tempo    | Note            |
| ---- | --------- | ----------------------------------------------------------------- | -------- | --------------- |
|      | Italia    | Simone Consonni Filippo Ganna Francesco Lamon Jonathan Milan      | 3'42"032 | Record mondiale |
|      | Danimarca | Lasse Norman Hansen Niklas Larsen Frederik Madsen Rasmus Pedersen | 3'42"198 |                 |

Gara per il bronzo
| Pos. | Paese         | Ciclisti                                             | Tempo     | Note |
| ---- | ------------- | ---------------------------------------------------- | --------- | ---- |
|      | Australia     | Leigh Howard Kelland O'Brien Luke Plapp Sam Welsford |           |      |
| 4    | Nuova Zelanda | Aaron Gate Regan Gough Jordan Kerby Campbell Stewart | raggiunti |      |

Finale 5º-6º posto
| Pos. | Paese    | Ciclisti                                                | Tempo    | Note |
| ---- | -------- | ------------------------------------------------------- | -------- | ---- |
| 5    | Canada   | Vincent De Haître Michael Foley Derek Gee Jay Lamoureux | 3'46"324 |      |
| 6    | Germania | Felix Groß Roger Kluge Leon Rohde Domenic Weinstein     | 3'50"023 |      |

Finale 7º-8º posto
| Pos. | Paese         | Ciclisti                                                         | Tempo    | Note |
| ---- | ------------- | ---------------------------------------------------------------- | -------- | ---- |
| 7    | Gran Bretagna | Ethan Hayter Charlie Tanfield Ethan Vernon Oliver Wood           | 3'45"636 |      |
| 8    | Svizzera      | Stefan Bissegger Robin Froidevaux Valère Thiébaud Cyrille Thièry | 3'50"041 |      |